# George Benson
George Benson (ur. 22 marca 1943 w Pittsburghu) – amerykański gitarzysta, piosenkarz i kompozytor jazzowy, kojarzony jednak z twórczością R&B oraz muzyką popularną. 10-krotny laureat nagrody Grammy, a także m.in. wyróżnienia NEA Jazz Master 2009 za całokształt twórczości, przyznane przez National Endowment for the Arts. Jego płyta Breezin' z 1976 była jedną z pierwszych w historii jazzu, która uzyskała status platynowej.

## Kariera
Zawodowym muzykiem został w wieku 19 lat. W 1964 nagrał pierwszą płytę jako lider, The New Boss Guitar. Przez kilka następnych lat współpracował z takimi gwiazdami jazzu jak Miles Davis, Herbie Hancock, Joe Farrell, Freddie Hubbard, Jack DeJohnette. W latach 70. zdobył popularność jako wokalista – najbardziej znanym przebojem Bensona z tamtego okresu jest „This Masquerade” z wydanej w 1976 płyty Breezin', wyróżnionej Nagrodą Grammy.
Nagrał także oryginalną wersję utworu Greatest Love of All do filmu biograficznego o Muhammadzie Alim z 1977, pod tytułem The Greatest. Piosenka została później z powodzeniem wykorzystana jako cover przez Whitney Houston. Ma w swoim dorobku nagrania z takimi muzykami jak Aretha Franklin, Carlos Santana, Earl Klugh, a ostatnio także z Alem Jarreau (album Givin' It Up z 2006). Charakterystycznym elementem stylu Bensona są jego improwizacje wokalne, wykonywane unisono z gitarą.
„Benson należy do garstki artystów, którzy osiągnęli znaczący sukces artystyczny i komercyjny w tak różnych gatunkach, jak soul, jazz i muzyka pop, co stawia go w rzędzie najwybitniejszych wykonawców nieklasycznych ostatnich lat.” – „Diapazon.pl”
George Benson został uhonorowany tytułem doktora muzyki przez Berklee College of Music (1990).

## Życie prywatne
Od roku 1962 żonaty z Johnnie Lee. W 1979 roku oboje zostali ochrzczeni i są Świadkami Jehowy.

## Nagrody Grammy
- This Masquerade – Record of the Year (1976)
- Breezin' – Best Pop Instrumental Performance (1976)
- Theme from Good King Bad – Best Rhythm & Blues Instrumental Performance (1976)
- On Broadway – Best R&B Vocal Performance, Male (1978)
- Give Me The Night – Best R&B Vocal Performance, Male (1980)
- Off Broadway – Best R&B Instrumental Performance (1980)
- Moody's Mood – Best Jazz Vocal Performance (1980)
- Being With You – Best Pop Instrumental Performance (1983)

## Dyskografia

### Albumy studyjne
- The New Boss Guitar (1964)
- It's Uptown (jako The George Benson Quartet) (1966)
- The George Benson Cookbook (jako The George Benson Quartet) (1966)
- Giblet Gravy (1968)
- Shape of Things to Come (1968)
- Goodies (1968)
- Tell It Like It Is (1969)
- I Got a Woman and Some Blues (1969)
- The Other Side of Abbey Road (1969)
- Beyond the Blue Horizon (1971)
- White Rabbit (1971)
- Body Talk (1973)
- Bad Benson (1974)
- Good King Bad (1975)
- Breezin' (1976)
- Benson & Farrell (z Joe Farrellem) (1976)
- In Flight (1976)
- Livin' Inside Your Love (1979)
- Give Me the Night (1980)
- In Your Eyes (1983)
- Pacific Fire (1983)
- 20/20 (1984)
- While the City Sleeps... (1986)
- Collaboration (with Earl Klugh) (1987)
- Twice the Love (1988)
- Tenderly (1989)
- Big Boss Band (1990)
- Love Remembers (1993)
- That's Right (1996)
- Standing Together (1998)
- Absolute Benson (2000)
- Irreplaceable (2003)
- Givin' It Up (z Alem Jarreau) (2006)
- Songs and Stories (2009)
- Guitar Man (2011)
- Inspiration: A Tribute to Nat King Cole (2013)